# Stanislav Novak
Stanislav Novak ( s partizanskim imenom Vojko), slovenski novinar, urednik, tabornik * 6. avgust 1926, Jesenice, † 14. april 1979, Ljubljana.

## Življenje in delo
Novak je kot absolvent ljubljanske PeF odšel v partizane. Po končani vojni je najprej urejal mladinske časopise, bil nato urednik pri Ljudski pravici (1953-56), reviji Borec (1957-60) in nato do 1978 na Radiu Ljubljana v notranjepolitičnem uredništvu. Sodeloval je pri povojni obnovi Zveze tabornikov Slovenije in bil tudi njen predsednik.